# 남부나무타기너구리
남부나무타기너구리 또는 동부나무타기너구리(Dendrohyrax arboreus)는 바위너구리과에 속하는 포유류의 일종이다. 앙골라와 콩고민주공화국, 케냐, 모잠비크, 남아프리카공화국, 탄자니아 그리고 짐바브웨에서 발견된다. 자연 서식지는 온대 숲과 아열대 또는 열대 기후 지역의 건조림과 습기가 있는 저지대 숲, 아열대 또는 열대 습지 저산대 숲, 축축한 사바나, 암석 지대이다.
이 나무타기너구리는 암석 지대에서 살며, 거의 주행성 동물인 바위너구리와는 달리, 나무 위에서 살며 대부분 야행성이다.